# Chaos (astrogeologia)

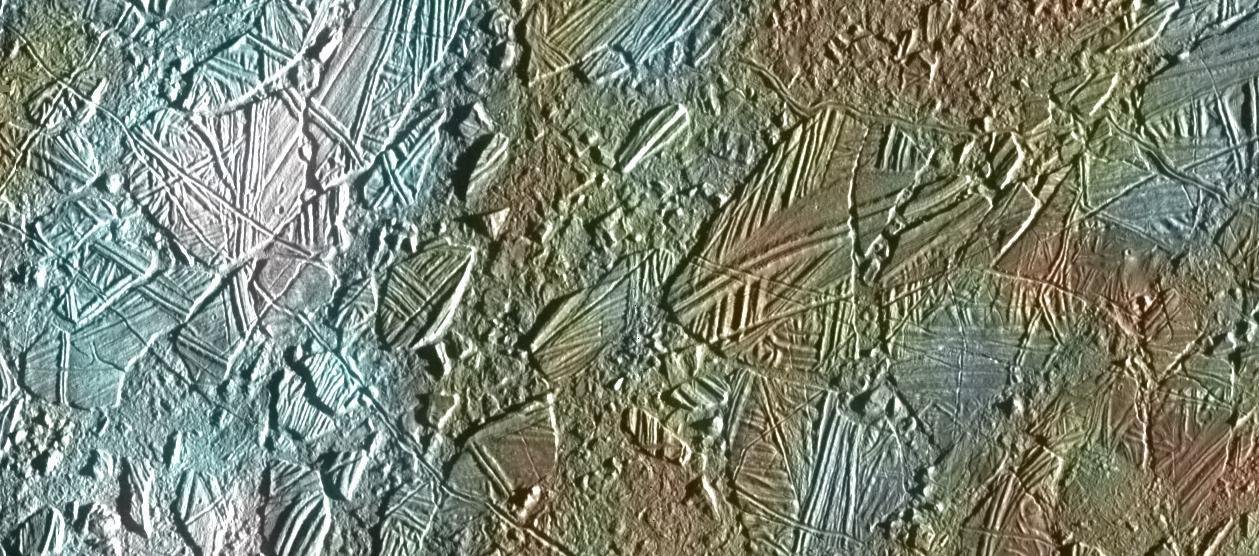
Conamara Chaos em Europa

Em astrogeologia, chaos (ou terreno caótico) é o termo utilizado para descrever áreas na superfície de planetas onde formações como tergos, rachaduras, e planícies parecem estar dispostas de maneira desorganizada e ao mesmo tempo ligadas entre si. Os terrenos caóticos são uma característica notável do planeta Marte e da lua de Júpiter Europa. Na nomenclatura científica, "chaos" é utilizado como um componente de substantivos próprios (exemplo; "Aureum Chaos" em Marte).

## Terrenos caóticos em Marte

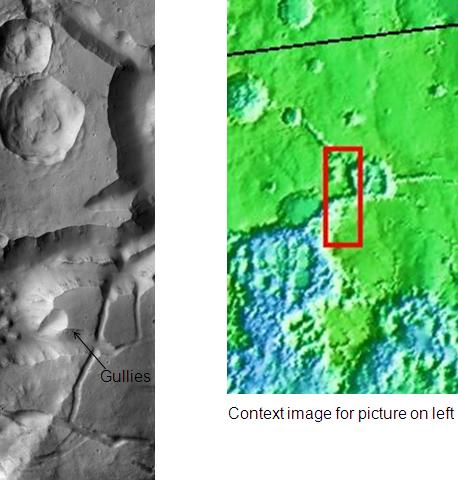
Cânions imensos em Aureum Chaos, visto pela THEMIS.  Vossorocas são raras a essa altitude.  Imagem no quadrângulo de Margaritifer Sinus.
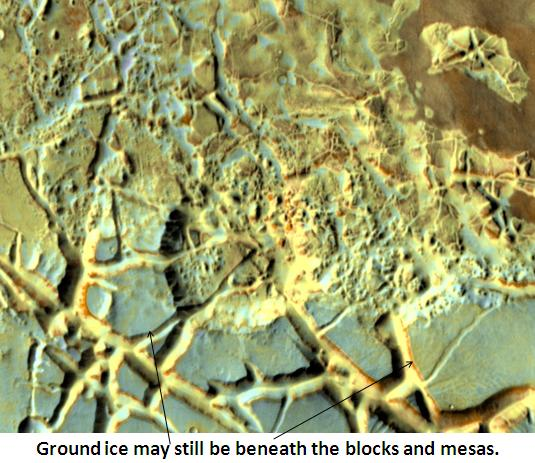
Blocos em Aram exibindo possíveis fontes de água, visto pela THEMIS. Imagem no quadrângulo de Oxia Palus.
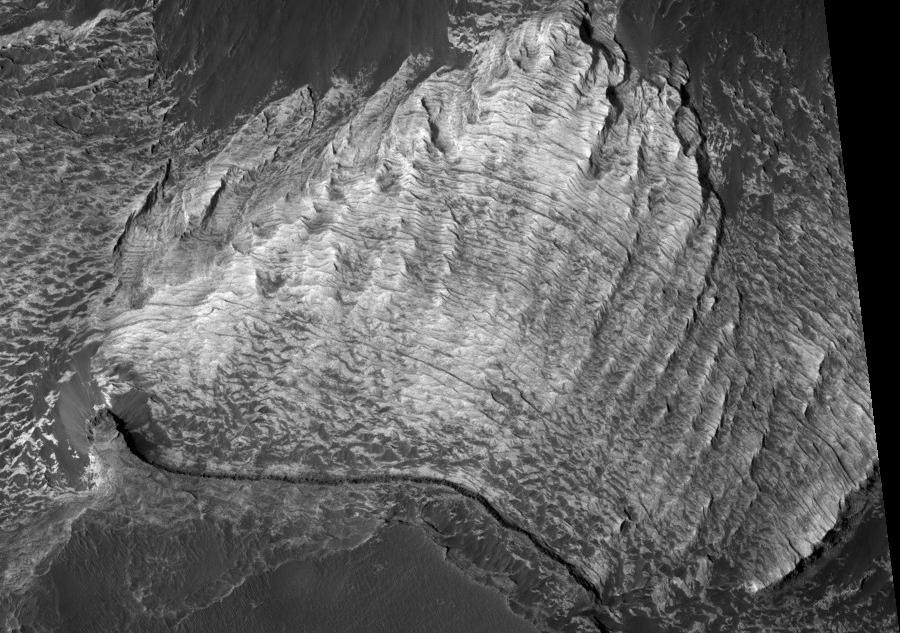
Camadas coloridas em tons claros em Eos Chaos, visto pela HiRISE.
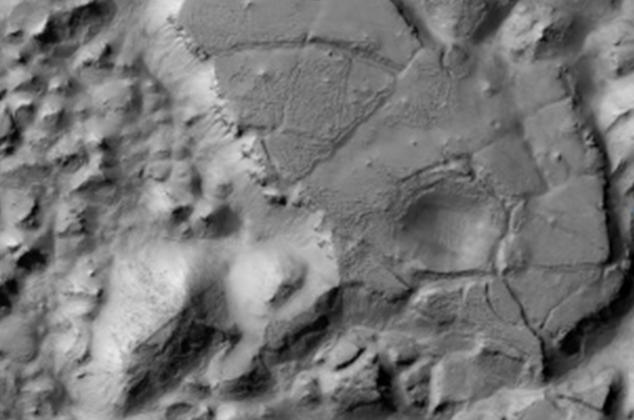
Gorgonum Chaos visto pela HiRISE, da Mars Reconnaissance Orbiter. A imagem possui 4 km de largura.  Imagem no quadrângulo de Phaethontis.
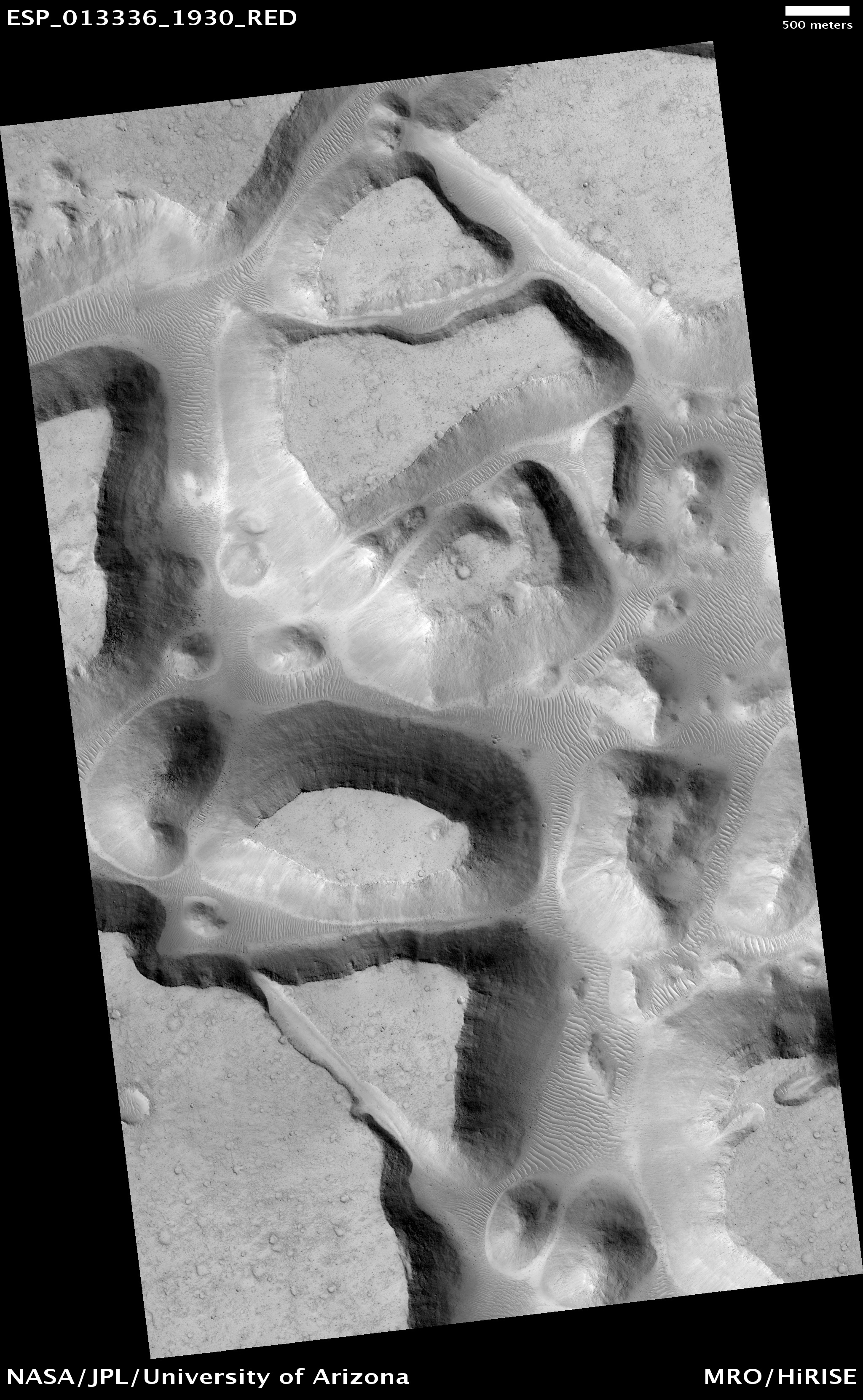
Ister Chaos, visto pela HiRISE.
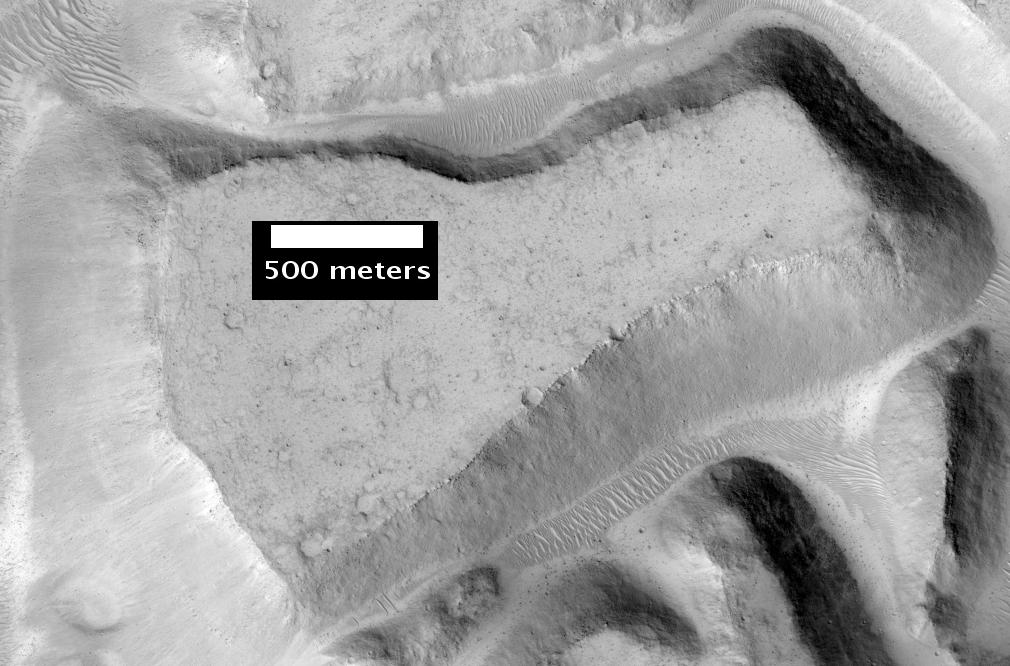
Imagem aproximada de Ister Chaos, visto pela HiRISE.

Em 1º de abril de 2010, a NASA publicou as primeiras imagens sob o programa HiWish no qual as pessoas sugeriram que apenas planícies fossem fotografadas pela HiRISE.  Uma das oito localidades era Aureum Chaos.  A primeira imagem abaixo fornece uma visão ampla da área.  As próximas duas imagens são do HiRISE image.

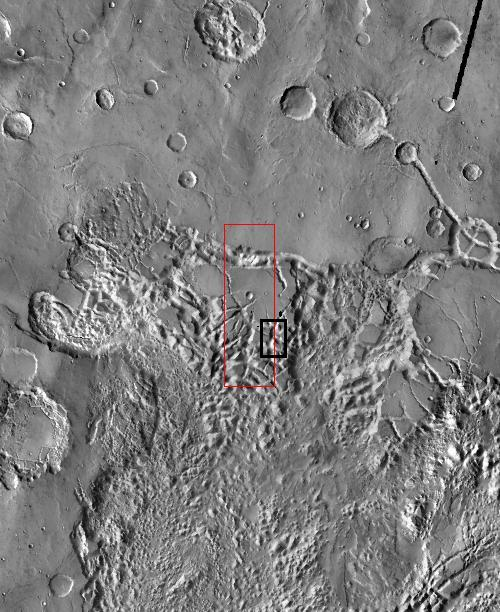
Imagem da THEMIS em vista ampla das imagens seguintes da HiRISE.  As caixas pretas indicam a localidade aproximada da HiRISE.  Essa imagem é apenas parte de uma vasta área conhecida como Aureum Chaos.  Clique na imagem para visualizar mais detalhes.
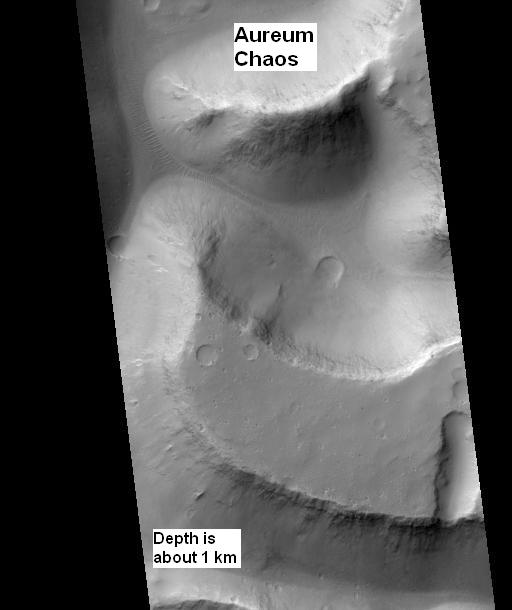
Aureum Chaos, visto pela HiRISE, sob o programa HiWish.
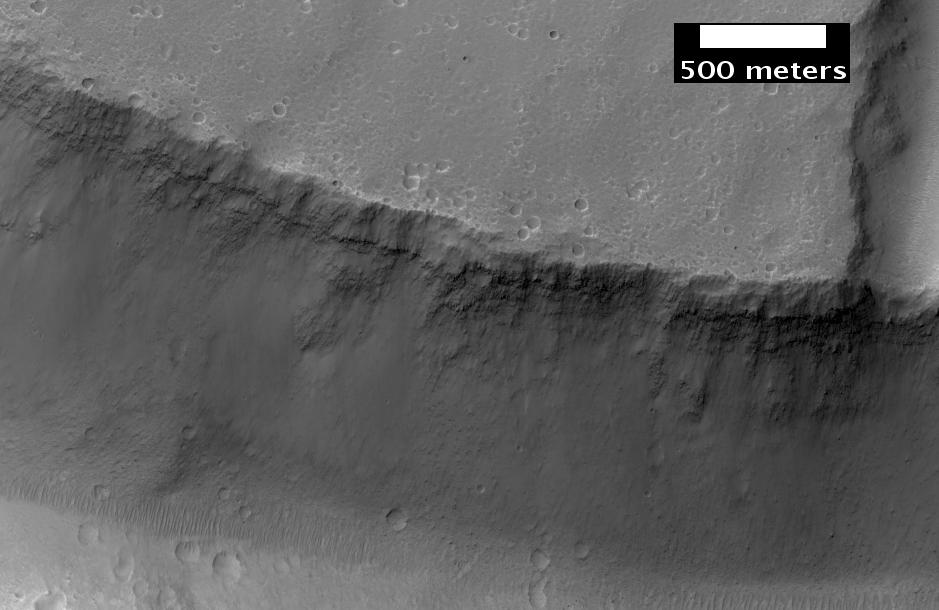
Vista aproximada da imagem anterior, vista pela sob o programa HiWish. Pequenos pontos arredondados são penedos.

## Causas
As causas específicas dos terrenos caóticos ainda não são bem compreendidas. Várias forças astrogeológicas diferentes tem sido propostas como causadoras do terrenos caóticos. Em Europa, eventos de impacto e subsequente penetração em um duto ou crosta líquida tem sido sugeridos.
Acredita-se que os terrenos caóticos de Marte estejam associados a grandes quantidades de água.  As formações caóticas podem ter entrado em colapso quando a água veio à superfície. Rios marcianos se iniciam com uma região caótica. Uma região caótica pode ser reconhecida por um aninhado de mesas, buttes, e colinas, atravessados por vales que em alguns locais parecem apresentar padrões. Algumas partes dessa área caótica não entraram em colapso completamente — elas ainda são formadas por mesas extensas, o que implica que elas podem ainda conter gelo.  Terrenos caóticos ocorrem em vários locais em Marte, e sempre dão uma forte impressão de que algo perturbou o solo repentinamente. As regiões caóticas se formaram há muito tempo. Através da contagem de crateras (mais crateras em determinada área indica uma superfície mais antiga) e através do estudo da relação dos vales com outras formações geológicas, os cientistas concluiram que os canais se formaram há 2.0-3.8 bilhões de anos atrás.

## Na cultura popular
- Na série gráfica Watchmen, Dr. Manhattan pondera sobre os pontos de vista alternativos sobre a existência, e diz que Marte não escolheu a vida, mas ao invés, "terreno caótico".